# جوآن لیندزی
جوآن لیندزی (انگلیسی: Joan Lindsay; ۱۶ نوامبر ۱۸۹۶ – ۲۳ دسامبر ۱۹۸۴) نویسنده، نقاش، شاعر و رمان‌نویس اهل استرالیا بود.